# Azilises

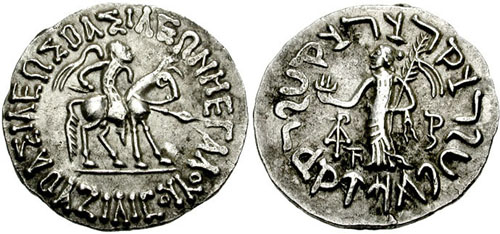
Tetradracma de plata de Azilises (9.38 g), acuñada en Gandhara.

Azilises fue un rey indoescita que gobernó en el área de Gandhara.

## Monedas
Azilises emitió algunas monedas junto con Azes, donde Azes está presentado como rey en el anverso ("BASILEOS BASILEON MEGALOY AZOY"), y Azilises es introducido como rey en el anverso en Karosti ("Maharajasa rajarajasa mahatasa Ayilisasa", "El gran rey, el rey de reyes, el grand Azilises").